# Corpse paint

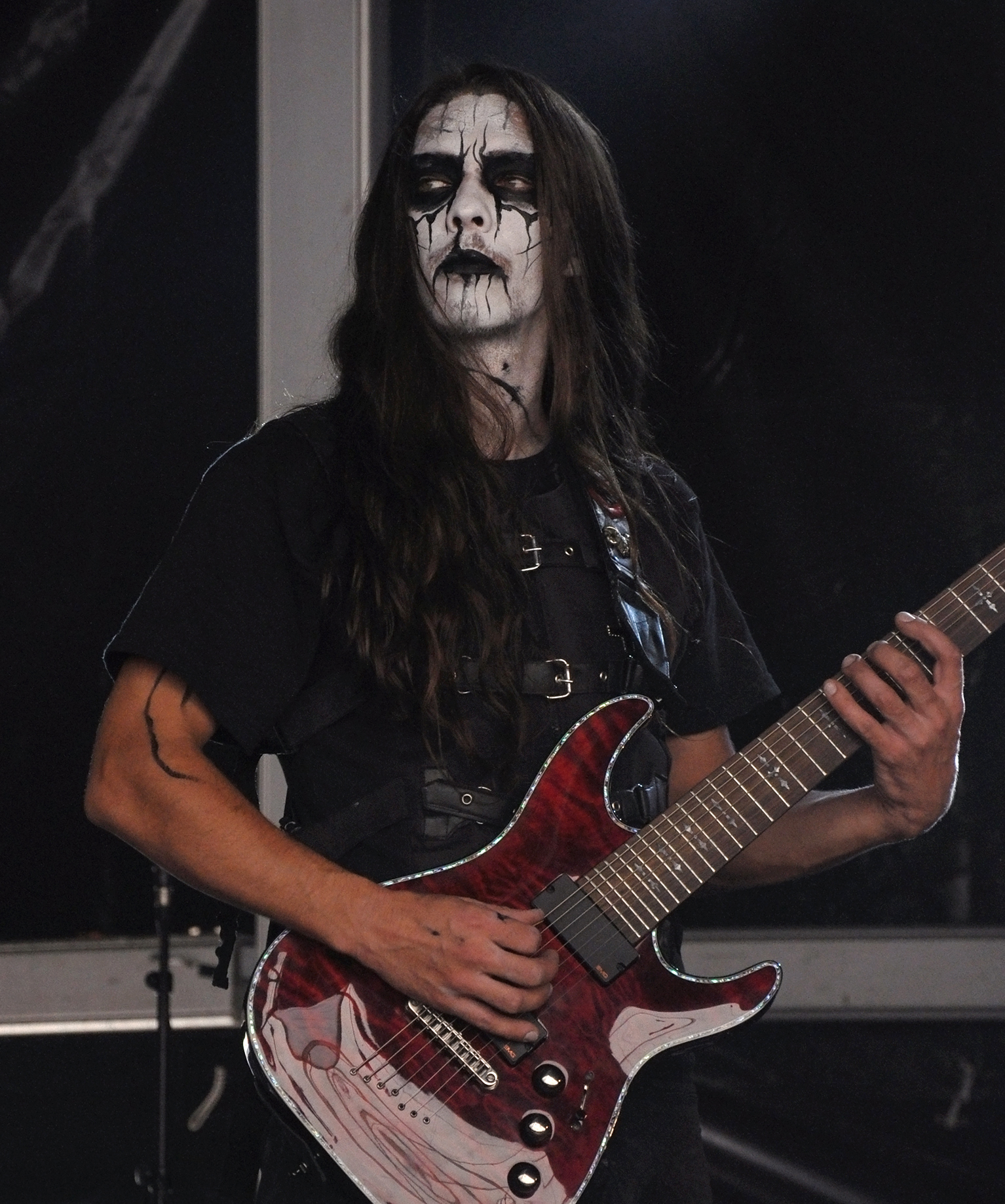
Seregor, da banda de black metal Carach Angren, usando corpse paint

Corpse Paint (em português: pintura de cadáver) é um tipo de pintura facial em preto e branco, muito utilizada por bandas de black metal. Pode representar pinturas de guerra, ou expressões faciais que retratem sentimentos como ódio, agonia etc. Dependendo de quem as usa, pode ter vários significados, há até quem as faça de modo a parecer algum animal. O "objetivo" do corpse paint pode também ser variado, pode ir desde uma simples afirmação contra a popularidade ("pop-stars"), até a quase imagem viva da mensagem que a banda ou indivíduo tenta transmitir.
O corpse paint surgiu 1968 com o cantor inglês Arthur Brown, já em 1972, Alice Cooper popularizou o estilo, e em 1974, vieram a banda norte americana Kiss. No heavy metal, o uso do corpse paint iniciou com King Diamond, na década de 80. Este, que por sua vez, se inspirou em um show de Alice Cooper, no qual o mesmo se inspirou nas pinturas dos membros da banda Kiss. Os primeiros utilizadores do Corpse Paint no black metal foram os integrantes da banda brasileira Sarcófago, que inspirou várias bandas do gênero, como dito por Fenriz da banda Darkthrone. Per Yngve Ohlin, da banda Mayhem, foi um dos mais marcantes utilizadores da arte. Ao livro "Black Metal - Evolution of the Cult" escrito por Dayal Patterson, o guitarrista e vocalista Marko Laiho da tradicional banda finlandesa Beherit afirmou que a sua inspiração para usar corpse paint talvez tenha vindo do Sarcófago.
O corpse paint é tradicionalmente feito ao pintar o rosto de branco e adicionar a tinta preta nas áreas dos olhos e da boca.